# Chiesa del Nome di Maria (Mori, Italia)
La chiesa del Nome di Maria è una chiesa sussidiaria della frazione di Loppio nel comune di Mori nelle immediate vicinanze a est del lago omonimo in Trentino. Appartiene alla parrocchia di Santo Stefano e rientra nella zona pastorale della Vallagarina dell'arcidiocesi di Trento. La sua costruzione risale almeno al XVIII secolo.

## Storia

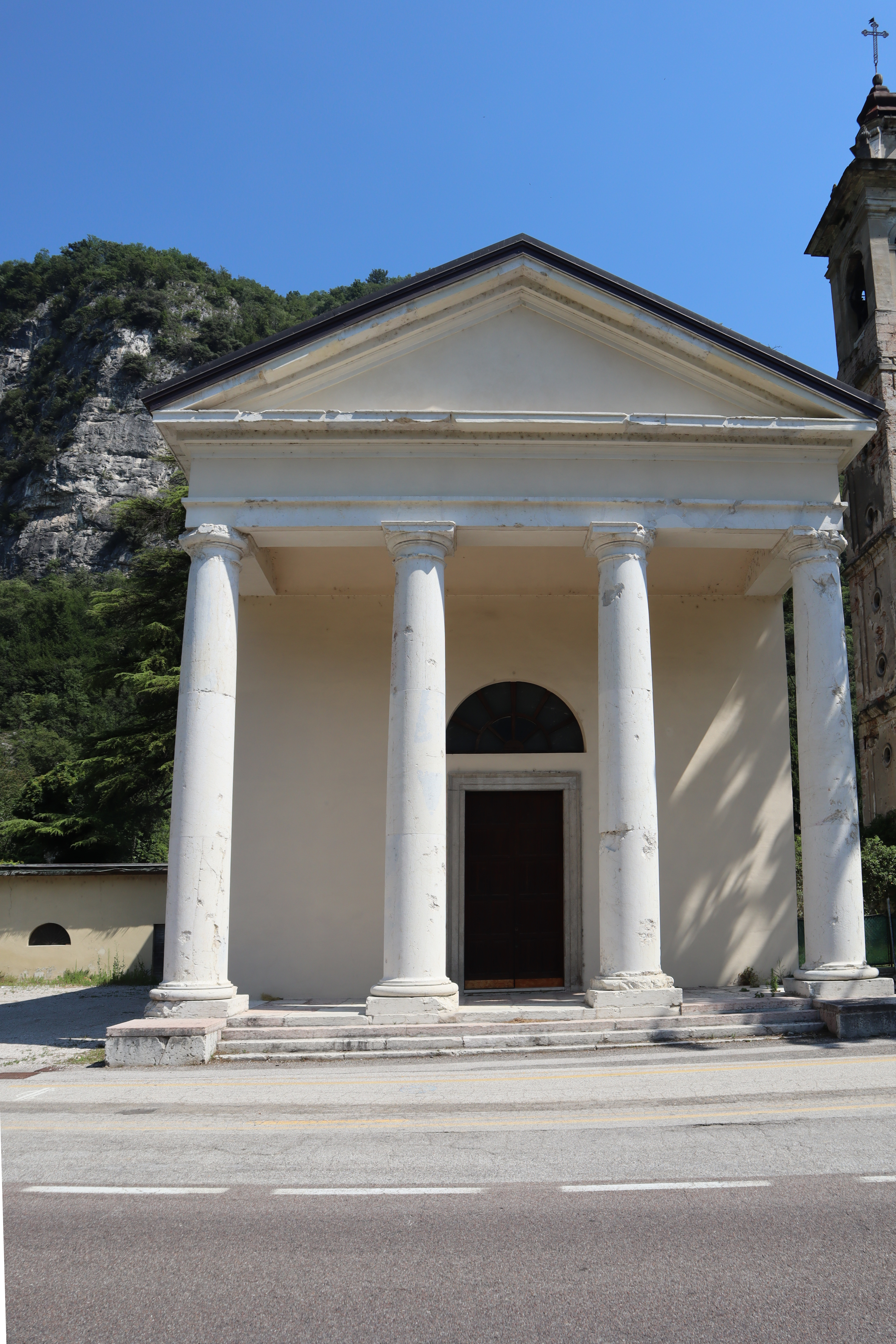
Facciata che richiama l'aspetto di un antico tempio greco

Sul sito dove si trova la chiesa fu presente in passato un altro luogo di culto con dedicazione alla Madonna ma non sono conosciuti con precisione i particolari relativi all'epoca della sua erezione. Sembra probabile che in origine fosse la cappella della adiacente Villa Castelbarco, appartenente alla nobile famiglia Castelbarco. 
All'inizio del 1788 vi fu portata l'antica arca di Aldrighetto di Castelbarco che si trovava sulla chiesa di San Tommaso di Canterbury, a Rovereto, soppressa nel periodo della dominazione napoleonica, e vi furono traslate anche le arche di Azzone Castelbarco e di Antonio Castelbarco. L'edificio recente venne edificato nel secondo decennio del XIX secolo come cappella privata. Durante la prima guerra mondiale subì seri danni. Nel 2006 fu donata dai Castelbarco alla parrocchia di Santo Stefano di Mori.

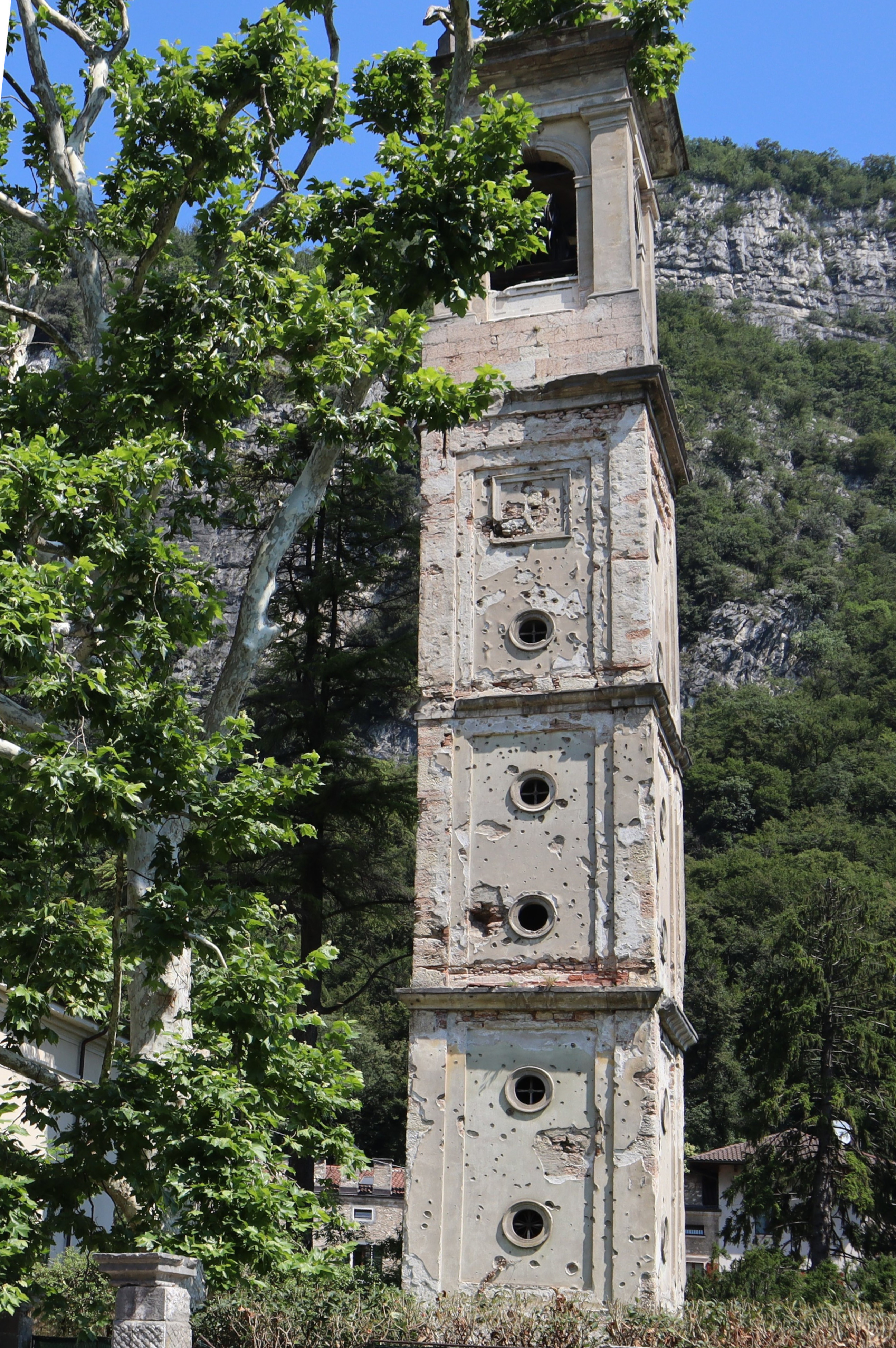
Torre campanaria con i segni evidenti dei danni risalenti alla prima guerra mondiale.

## Descrizione

### Esterni
L'edificio ha orientamento verso nord. Si presenta con un prospetto neoclassico a tempio. Quattro colonne reggono il portico anteriore ed il frontone triangolare.

### Interni
All'interno la navata è unica suddivisa in tre campate.
La parte presbiteriale è rialzata.
La sala conserva la statua che raffigura la Madonna oltre a preziosi candelabri del XVII secolo in bronzo e formelle con immagini relative alla vita di Maria e la Via Crucis.

### Torre campanaria
La torre campanaria, eretta separata dall'edificio, è suddivisa verticalmente da tre cornicioni. Nella parte superiore la cella campanaria si apre con semplici finestre a monofora e viene conclusa da una piccola cupola dalla forma a cipolla. Sono ancora ben visibili sulle pareti della torre i segni degli spari subiti durante la prima guerra mondiale.

### Porticato
Nel primo dopoguerra venne fatto edificare tra la torre campanaria e l'edificio della chiesa  un porticato con la funzione di conservare le antiche arche degli antenati della famiglia Castelbarco. Erano presenti fino agli anni 80 del secolo scorso tre arche funebri appartenenti ad Azzone, Antonio e Aldrighetto di Castelbarco. Nel 1992 furono sottoposti a restauro e in seguito non più ricollegate a Loppio.